# Harriman (Nueva York)
Harriman es una villa ubicada en el condado de Orange en el estado estadounidense de Nueva York. En el año 2000 tenía una población de 2252 habitantes y una densidad poblacional de 886,3 personas por km².

## Geografía
Harriman se encuentra ubicada en las coordenadas 41°18′30″N 74°8′50″O / 41.30833, -74.14722. Según la Oficina del Censo, la ciudad tiene un área total de 2,6 km² (1 mi²), de la cual 2,4 km² (0,9 mi²) es tierra y 0,1 km² (0 mi²) (0.5 %) es agua.

## Demografía
Según la Oficina del Censo en 2000 los ingresos medios por hogar en la localidad eran de $ 60 089, y los ingresos medios por familia eran $ 63 631. Los hombres tenían unos ingresos medios de $46 875 frente a los $ 41 280 para las mujeres. La renta per cápita para la localidad era de $ 25 414. Alrededor del 2,2 % de la población estaban por debajo del umbral de pobreza.